# Дві матері (телесеріал)
«Дві матері» — український телесеріал 2018 року. Серіал є адаптацією успішного корейського формату «Дві матері. Гніздо зозулі». Прем'єра відбулася 16 жовтня 2018 року на каналі «1+1».

## Сюжет
Головні героїні телесеріалу — дві молоді жінки Марта та Зоя, долі яких назавжди пов'язала смерть близької людини. Марта — наречена, а Зоя — сестра загиблого талановитого хлопця Сергія. Неспроможна пережити смерть коханого, вагітна Марта втрачає їхню дитину та згодом дізнається про страшний діагноз — безпліддя. До того ж, Зоя вважає Марту винною у смерті брата та прагне помститися за це. Протиріччя загострується і між дівчатами з'являється один коханий чоловік — багатий спадкоємець імперії ресторанів Андрій Завадський, його мати та одна на двох дитина, яка опинилась у центрі нещадного протистояння двох матерів.

## У ролях

### Головні ролі
| Актор             | Персонаж                   | Роль |
| ----------------- | -------------------------- | --- |
| Ольга Сумська     | Лідія Завадська            | Мама Андрія; власниця великої бізнес-імперії.                                                               |
| Михайло Пшеничний | Андрій Завадський          | Син Лідії, бізнесмен, чоловік Марти.                                                                        |
| Ольга Атанасова   | Марта Завадська (Борисова) | Дружина Андрія. Втратила дитину від Сергія, стала безплідною. Завдяки сурогатній матері (Зоя) виховує сина. |
| Зоряна Марченко   | Зоя Полторак               | Сестра Сергія. Прагне помститись родині Борисових.                                                          |
| Анжеліка Гирич    | Ольга Завадська            | Тітка Андрія з боку батька; директор ресторану «Lidia».                                                     |
| Кирило Дицевич    | Сергій Полторак            | Брат Зої, потрапив у аварії на мотоциклі під час погоні за автомобілем і загинув. Зустрічався із Мартою.    |

### Інші ролі
| Актор               | Персонаж              | Роль                                      |
| ------------------- | --------------------- | ----------------------------------------- |
| Віталіна Біблів     | Галина Полторак       | Мама Зої та Сергія.                       |
| Анатолій Гнатюк     | Костянтин Ворфоломієв | Брат Галини, шеф-кухар ресторану «Lidia». |
| Микола Боклан       | Вадим Борисов         | Батько Марти, бізнесмен.                  |
| Ірма Вітовська      | Ніна Борисова         | Мама Марти.                               |
| Андрій Федінчик     | Стас Петрук           | Друг Сергія. Закоханий у Марту.           |
| Марія Тарасова      | Іванка (12 років)     | Донька Марти та Сергія.                   |
| Марія Мархай        | Маруся (в дитинстві)  |                                           |
| Сергій Радченко     | Віктор Терентьєв      | Лікар.                                    |
| Дмитро Сова         | Денис                 | Секретар Зої.                             |
| Інна Бєлікова       | покоївка Валя         |                                           |
| Ганна Іванова       | Маруся                |                                           |
| Ганна Петраш        | медсестра             |                                           |
| Анастасія Євтушенко | Поліна                |                                           |

## Творча група
- головний режисер та креативний продюсер — Євген Баранов,
- оператор-постановник — Віталій Запорожченко.

## Епізоди
| Сезон | Сезон | Епізоди | Оригінальні покази | Оригінальні покази |
| Сезон | Сезон | Епізоди | Прем'єра           | Фінал              |
| ----- | ----- | ------- | ------------------ | ------------------ |
|       | 1     | 24      | 16 жовтня 2018     | 22 листопада 2018  |

## Музика
У фільмі звучить пісня Юрія Рибчинського та Ігора Поклада (аранжування Руслан Квінта) «Очі на піску» у виконанні Олени Луценко.